# Kernlehrplan
Die Kernlehrpläne wurden vom Ministerium für Schule, Jugend und Kultur des Landes Nordrhein-Westfalen veröffentlicht, um die von der Kultusministerkonferenz verfassten Bildungsstandards für die Sekundarstufe I aus dem Jahr 2003 für den Unterricht in den Fächern Deutsch, Englisch und Mathematik an Hauptschulen, Realschulen, Gesamtschulen und Gymnasien in Nordrhein-Westfalen zu konkretisieren. Für die Schulform Gymnasium sind zudem Kernlehrpläne für die Schulfächer Französisch und Latein ab Klasse 5 veröffentlicht worden. Kernlehrpläne für weitere Schulfächer sind in Arbeit und in einer „Gläsernen Werkstatt“ vorab einzusehen.
Ein einzelner Kernlehrplan bezieht sich auf ein Fach an einer bestimmten Schulform, also beispielsweise der Kernlehrplan für das Gymnasium. Sekundarstufe I in Nordrhein-Westfalen. Mathematik. Der Kernlehrplan listet im Gegensatz zu früheren Lehrplänen keine zu vermittelnden Lerninhalte auf, sondern beschreibt die zu erreichenden Kompetenzniveaus der Schüler am Ende der einzelnen Schuljahre im jeweiligen Fach.
Ein Kernlehrplan enthält in der Regel nur die Mindestanforderungen an die Schüler. Weitergehende Unterrichtsinhalte liegen in der Verantwortung der einzelnen Schule und der Lehrer. Sie sollten jedoch immer so ausgewählt werden, dass sie die im Kernlehrplan geforderten Kompetenzen fördern.